# Elisabeth Krüger
 (mai 2025).
Si vous disposez d'ouvrages ou d'articles de référence ou si vous connaissez des sites web de qualité traitant du thème abordé ici, merci de compléter l'article en donnant les références utiles à sa vérifiabilité et en les liant à la section « Notes et références ».
Elisabeth Adolfine Krüger ou Elisabet Krüger, née le 9 janvier 1864 à Kiel et morte après 1947, est une portraitiste et peintre de fleurs allemande.

## Biographie
Elle est la fille de l'architecte Hermann Georg Krüger. Ses sœurs sont les peintres Clara et Rosa Krüger. La famille vivait à Kiel, Düsternbrook 49. Elle est restée célibataire toute sa vie. Jusqu'en 1947, elle vit à Kiel et parfois à Plön.
Elle étudie à l'école de peinture de C.W. Albers avant de s'installer à Berlin avec sa sœur Rosa, où elle est formée par Karl Gussow, par le portraitiste, peintre de genre et de paysage Robert Warthmüller et par Franz Skarbina ; puis les deux soeurs partent pour Munich étudier auprès de Frithjof Smith (de).
Selon ses propres déclarations, elle a également travaillé à Paris, sur les îles frisonnes et à Capri.
En 1894, elle participe à la 1e exposition de la Schleswig-Holsteinische Kunstgenossenschaft (SHKG) ; puis aux expositions suivantes. Elle est représentée à la Grande exposition artistique de Berlin avec des paysages et des portraits.

### Expositions
- 1894 : 1re Exposition de la d'art de la SHKG.
- 1897 : Exposition de la SHKG.
- 1898 : Exposition de la SHKG.
- 1899 : Exposition de la SHKG.
- 1899 : Exposition de la coopérative des artistes de Munich (MKG).
- 1900 : Grande Exposition d'art de Berlin.
- 1900 : Exposition du MKG.
- 1902 : Exposition de la SHKG.
- 1903 : Exposition de la SHKG.
- 1903 : Exposition du MKG.
- 1904 : Exposition de la SHKG.
- 1904 : Exposition du MKG.
- 1905 : Exposition de la SHKG.
- 1907 : Exposition de la SHKG.
- 1908 : Exposition de la SHKG.
- 1908 : Grande Exposition d'art de Berlin.

Elisabeth Krüger était membre de l'Association d'art du Schleswig-Holstein, et également de la Coopérative des artistes de Munich.